# Finaleafsnit
Et finaleafsnit er det sidste afsnit af en tv-serie eller en sæson af en tv-serie (en. "season finale"). Følger der flere sæsoner efter afsnittet kan sæsonen afsluttes med en "cliffhanger," eller forfatterne kan på en anden måde forsøge at sikre at seerne vender tilbage.
Ofte er forfatterne specielt interesseret i at undgå spoilers slipper ud, omkring finaleafsnit. Derfor kan såkaldte "decoys" blive filmet, hvilket eksempelvis er set i American Broadcasting Companys Lost, hvor betydningsfulde scener kan være skudt med forskellige karakterer, og kun én af dem være den korrekte.
| Fjernsyn | Spire Denne artikel om et tv-program er en spire som bør udbygges. Du er velkommen til at hjælpe Wikipedia ved at udvide den. |